# Plymouth (Indiana)
Plymouth ist eine City im US-Bundesstaat Indiana. Bei der Volkszählung im Jahr 2000 betrug die Einwohnerzahl 9840. Die Stadt beherbergt die Bezirksverwaltung (County Seat) des Marshall County.

## Geographie
Plymouths geographische Lage ist 41° 21' N, 81° 19' W. Die Stadt liegt am Flusslauf des Yellow River. Das Stadtgebiet umfasst eine Gesamtfläche von 18,1 km², davon sind 0,14 % Wasserfläche.

## Bevölkerung

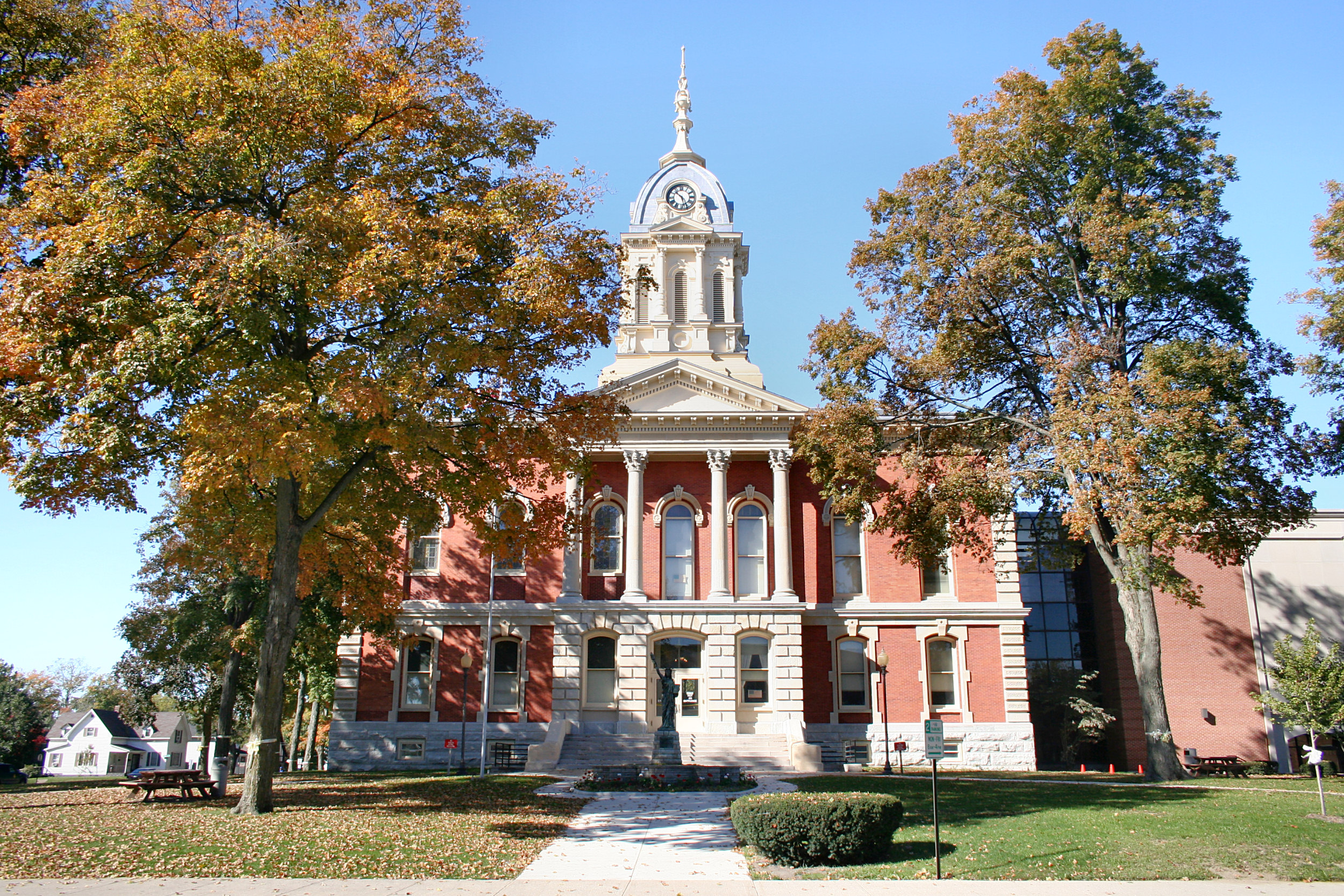
Marshall County Bezirksgericht.

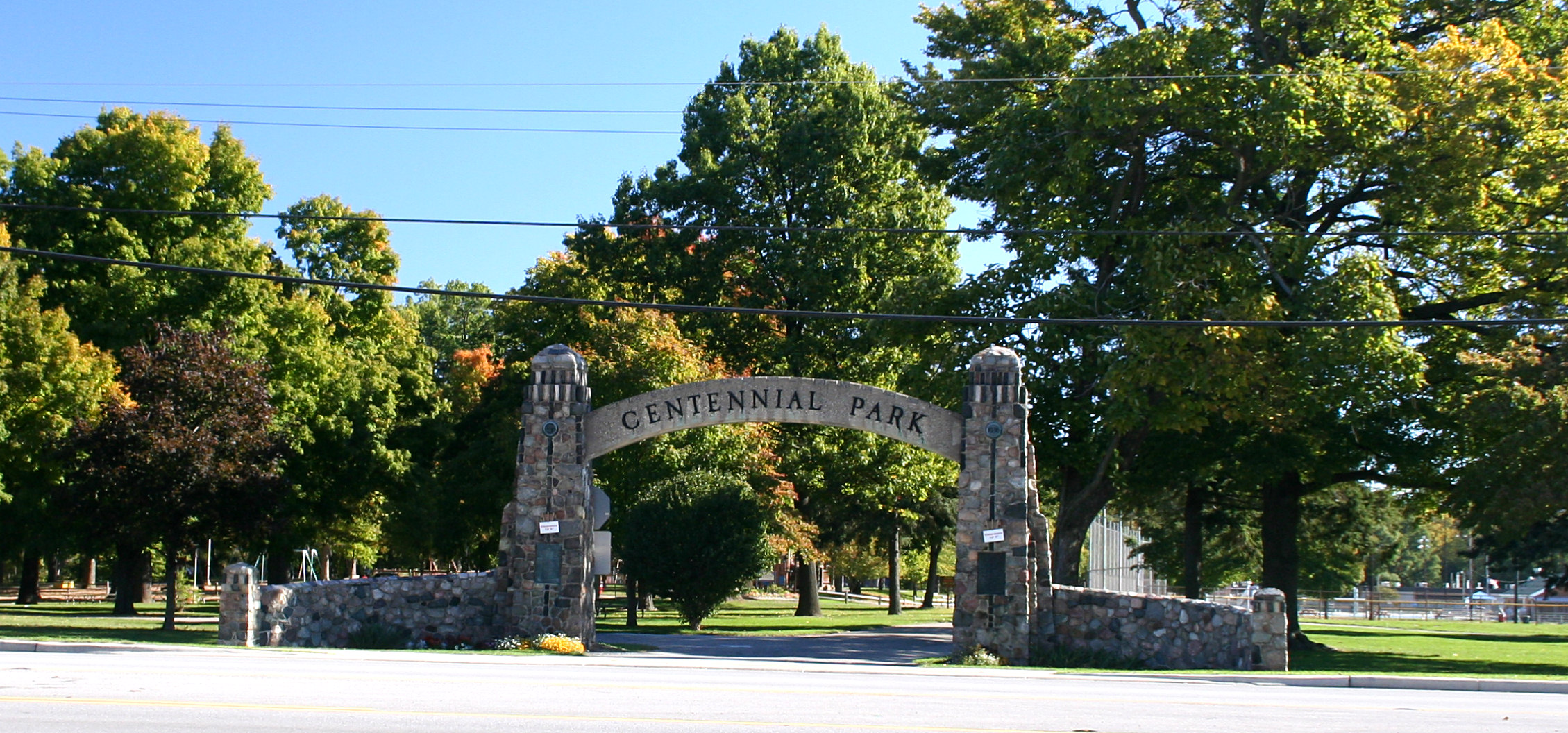
Centennial Park.

Die bei der Volkszählung im Jahr 2000 ermittelten 9840 Einwohner von Plymouth lebten in 3838 Haushalten; darunter waren 2406 Familien. Die Bevölkerungsdichte betrug 546 pro km². Nach ethnischer Zugehörigkeit bestand die Bevölkerung zu 80,80 % aus Weißen, 0,63 % Afro-Afrikanern, 0,45 % amerikanischen Ureinwohnern, 0,50 % Asiaten, 6,19 % Angehörigen anderer Ethnien und 1,43 % Personen mehrerer Ethnien. 14,99 % der Einwohner waren Latinos.
In 31,9 % aller Haushalte waren Kinder ansässig, 45,3 % bestanden aus verheirateten Ehepaaren, 12,2 % wurden von einzelstehenden Frauen geleitet und 37,3 % waren keine Familienhaushalte. 31,4 % aller Haushalte gehörten alleinstehenden Personen und in 14,4 % lebte mindestens eine Person, die über 65 Jahre alt war. Im Durchschnitt existierten pro Haushalte 2,48 Bewohner, Familien hatten durchschnittlich 3,11 Mitglieder.
Die Bevölkerung Plymouths teilte sich auf in 26,1 % jünger als 18 Jahre, 12,4 % 18 bis 24 Jahre, 28,8 % 25 bis 44 Jahre, 18,0 % 45 bis 64 Jahre und 14,8 % mit Alter über 64. Das Durchschnittsalter lag bei 32 Jahren. Insgesamt betrug das Verhältnis 100 Frauen zu 93,5 Männern und unter Erwachsenen 100 Frauen zu 89,5 Männern.
Das Einkommen war im Schnitt 34.505 $ pro Haushalt und 41.417 $ pro Familie. Männer besaßen durchschnittlich ein Jahreseinkommen von 30.444 $ im Vergleich zu 21.293 $ bei Frauen. Das Pro-Kopf-Einkommen bezifferte sich auf 15.417 $. 13,1 % der Bevölkerung und 10,4 % der Familien lebten unter der Armutsgrenze, wobei dies 15,9 % der Minderjährigen und 9,6 % aller Personen über 65 betraf.

## Geschichte
Im Herbst 1977 gewann die Plymouth High School das Football State Championship. Im März 1982 führte Scott Skiles die Jungenmannschaft der Plymouth High School zum Basketball State Championship durch einen 75:74-Sieg nach doppelter Verlängerung gegen die Gary Roosevelt High School.
Im Juli 1982 starben fünf Feuerwehrmänner bei einem Autounfall auf der State Road 17. Beim Abbiegen verlor der Fahrer die Kontrolle über den Löschwagen, als sich das Löschwasser verlagerte. Der Feuerwehrwagen durchfuhr die Leitplanken und verunglückte. Bei späteren Ermittlungen stellte sich heraus, dass der Anlass des Einsatzes kein echter Notfall, sondern ein übler Scherz ortsansässiger Jugendlicher gewesen war.
96-97 bis 03-04 - Plymouth gewinnt das State Speech Championship der Klasse AA in Indiana.

## Söhne und Töchter der Stadt
- Raymond Walburn (1887–1969), US-amerikanischer Schauspieler
- Morgan Uceny (* 1985), Mittelstreckenläuferin